# Sisyphus arboreus
Sisyphus arboreus är en skalbaggsart som beskrevs av Walter 1982. Sisyphus arboreus ingår i släktet Sisyphus och familjen bladhorningar. Inga underarter finns listade i Catalogue of Life.